# Mario Morán
Mario Morán (6 de agosto de 1992) es un actor de cine y televisión mexicano.

## Carrera
El interés por la actuación surgió a los 17 años, cuando decidió dedicarse a actuar, todo debido a que su hermana tenía un reality show en Televisa, al cual usualmente iba a verla, cuando veía el foro, las luces y la ambientación, quedó fascinado.
Fue hasta el tercer casting en donde llegaron las oportunidades de actuar, mientras estuvo en el CEA, fue haciendo cástines hasta que conoció al productor de "Como dice el dicho", y luego de ver algunos de sus trabajos, lo invitó a participar. Dentro de la pantalla chica, descubrió su gusto por interpretar villanos.
Entre sus trabajos más conocidos están las telenovelas Hijas de la luna, Muy padres, La doña y Pasión y Poder, las series La Rosa de Guadalupe y Como dice el dicho y la película No manches Frida, versión mexicana de la comedia alemana Fack ju Göthe.

## Filmografía

### Televisión
| Año       | Título                   | Personaje                                   | Notas                             |
| --------- | ------------------------ | ------------------------------------------- | --------------------------------- |
| 2012      | La rosa de Guadalupe     | Moisés                                      | Episodio "La oportunidad de amar" |
| 2013-2016 | Como dice el dicho       | Varios personajes                           | 5 episodios                       |
| 2016      | Pasión y poder           | Jorge Pérez                                 | Secundario                        |
| 2016-2017 | La doña                  | Emiliano Cabral                             | Rol principal                     |
| 2017-2018 | Muy padres               | Alan de Garay Álvarez / Alan Fabbri Álvarez | Rol principal                     |
| 2018      | Hijas de la luna         | Mauricio Iriarte San Román                  | Rol principal                     |
| 2019      | Dani Who?                | JP                                          | Rol principal                     |
| 2022      | Los ricos también lloran | Diego Fernández                             | Rol principal                     |
| 2023      | Se llamaba Pedro Infante | Pedro Infante (joven)                       | Rol principal                     |
| 2024      | La historia de Juana     | Felipe Bravo                                | Rol recurrente                    |
| 2025      | Monteverde               | Franco León                                 | Rol recurrente                    |
| 2025      | Pecados inconfesables    | Antonio Grajales                            | Rol recurrente                    |

### Cine
| Año  | Título             | Personaje | Director         | Notas      |
| ---- | ------------------ | --------- | ---------------- | ---------- |
| 2016 | No manches Frida   | Cristóbal | Nacho G. Velilla | Secundario |
| 2019 | No manches Frida 2 | Cristóbal | Nacho G. Velilla | Secundario |
| 2025 | El hilo rojo       | Bruno     |                  |            |